# 비토리오 몬티

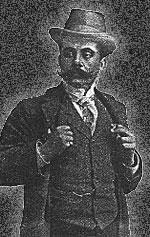

비토리오 몬티(이탈리아어: Vittorio Monti, 1868년 1월 6일 ~ 1922년 6월 20일)는 이탈리아의 작곡가이자 지휘자이다.
몬티는 나폴리에서 태어나 나폴리 음악원에서 바이올린과 작곡을 배웠다. 1900년경에 그는 파리의 라무로 관현악단에서 지휘자로 임명되어 여러 발레와 오페라타를 작곡했다.

## 작품
- 《차르다시》